# Cryptacanthodes
Cryptacanthodes är ett släkte av fiskar. Cryptacanthodes ingår i familjen Cryptacanthodidae.
Arterna förekommer i kalla och tempererade delar av Atlanten och Stilla havet. Längden varierar mellan 30 och 125 cm. Dessa fiskar äter kräftdjur och andra ryggradslösa havsdjur. Det vetenskapliga namnet bildas av de grekiska orden kryptos (gömd) och akantha (tagg).
Cryptacanthodes är enda släktet i familjen Cryptacanthodidae.
Arter enligt Catalogue of Life:
- Cryptacanthodes aleutensis
- Cryptacanthodes bergi
- Cryptacanthodes giganteus
- Cryptacanthodes maculatus